# Най-добрият изстрел
„Най-добрият изстрел“ (на английски: Hoosiers) е американска спортна драма от 1986 година с режисьор Дейвид Анспо. Участват Джийн Хекман, Барбара Хърши и Денис Хопър и др.
Филмът разказва историята на гимназиален отбор по баскетбол от малкото градче Хикори, щата Индиана, който печели щатското първенство. Филмът е базиран на много свободно интерпретирана, но истинска история на отбора на гимназията (Milan High School) в градчето Милан, Индиана, спечелил щатското гимназиално първенство на щата Индиана през 1954 г.

## Сюжет
Tреньор по баскетбол получава последен шанс да тренира гимназиален отбор от малко градче в щата Индиана. Той се изправя пред двойното предизвикателство да отведе винаги побеждавания отбор до шампионата на щата през 1951 г. и да се освободи от тайнственото си минало.

## В ролите
| Актьор              | Роля                  |
| ------------------- | --------------------- |
| Джийн Хекман        | Треньорът Норман Дейл |
| Барбара Хърши       | Майра Флийнър         |
| Денис Хопър         | Шутър                 |
| Шеб Ули             | Клетус                |
| Ферн Персънс        | Опал Флийнър          |
| Челси Рос           | Джордж                |
| Робърт Суон         | Ролин                 |
| Майкъл О'Гуин       | Рустър                |
| Уил Девит           | Преподобни Доти       |
| Джон Робърт Томпсън | Шериф Финли           |
| Майкъл Сасоне       | Проповедник Пърл      |
| Глория Дорсън       | Мили                  |

## Награди и номинации
| Година | Награда                                    | Категория                       | Име                        | Резултат  |
| ------ | ------------------------------------------ | ------------------------------- | -------------------------- | --------- |
| 1987   | Оскар                                      | Най-добър поддържащ актьор      | Денис Хопър                | Номинация |
| 1987   | Оскар                                      | Най-добра музика                | Джери Голдсмит             | Номинация |
| 1987   | Златен глобус                              | Най-добър поддържащ актьор      | Денис Хопър                | Номинация |
| 1987   | Независим дух                              | Най-добър дебютен филм          | Дейвид Анспо               | Номинация |
| 1986   | Асоциация на кинокритиците на Лос Анджелис | Най-добър поддържащ актьор      | Денис Хопър                | Награда   |
| 1996   | Хартланд филмов фестивал                   | Специална награда за достижения | Дейвид Анспо, Анджело Пицо | Награда   |

Филмът е поставен от Американския филмов институт в някои категории както следва:
- 100 години ... 100 Най-вдъхновяващите филми на Америка – #13
- АФИ 10-те топ 10 – #4 Спорт

- През 2001 година, филмът е избран като културно наследство за опазване в Националния филмов регистър към Библиотеката на Конгреса на САЩ. [4][5]